# Kobborna
Kobborna är öar i Finland. De ligger i Norra kvarken och i kommunen Malax i landskapet Österbotten, i den västra delen av landet. Öarna ligger omkring 33 kilometer väster om Vasa och omkring 370 kilometer nordväst om Helsingfors.
Arean för den av öarna koordinaterna pekar på är 0,5 hektar och dess största längd är 210 meter i nord-sydlig riktning.